# Monsieur Claude 2
Monsieur Claude 2 (Originaltitel: Qu’est-ce qu’on a encore fait au Bon Dieu?, deutsch: Was haben wir dem lieben Gott denn schon wieder getan?) ist eine französische Filmkomödie des Regisseurs Philippe de Chauveron aus dem Jahr 2019 und eine Fortsetzung zum 2014 erschienenen Film Monsieur Claude und seine Töchter.

## Handlung
Claude und Marie kommen ihrem Hochzeitsversprechen nach und besuchen die Familien ihrer Schwiegersöhne in der Elfenbeinküste, in Israel, Algerien und China. Die Weltreise gestaltet sich für die beiden allerdings zum Alptraum, da sie mit den für sie fremden Kulturen nicht zurechtkommen. Währenddessen versuchen ihre Schwiegersöhne David, Rachid, Charles und Chao in Paris einen Investor für ihr Unternehmen „Reubio“ zu finden, das Produkte sowohl halāl als auch bio herstellen soll. David muss seinen Geschäftspartnern allerdings mitteilen, dass nur eine griechische Bank ihnen einen Kredit geben möchte, weshalb Charles, Rachid und Chao aussteigen und ihr investiertes Geld zurückfordern.
Wie sich herausstellt, haben alle vier Probleme, sich in die französische Gesellschaft zu integrieren: Rachid bekommt als Anwalt nur muslimische Klienten, in deren Fällen es um die Vollverschleierung geht; Charles bekommt als schwarzer Schauspieler nur Statistenrollen als Krimineller oder Drogendealer und ist entsetzt darüber, dass selbst Othello mit einem weißen Schauspieler besetzt wird; David ist der Ansicht, er habe nur deshalb keinen Erfolg, weil ihm Neider nichts gönnen, und Chao ist wegen steigender Kriminalität gegen reiche Asiaten zunehmend verängstigt. So beschließen Rachid und Isabelle, nach Algerien auszuwandern, wo Isabelle Teil der „Bikinirevolution“ werden soll. David möchte mit Odile nach Israel auswandern, wo sie zum Judentum konvertieren möchte und deshalb zusammen mit ihrem Mann einen Hebräisch-Kurs belegt, in dem sie deutlich besser als er abschneidet. Chao verfolgt zusammen mit Ségolène den Plan, nach China zu gehen, wo es auch endlich Interessenten für ihre in der ganzen Familie verhassten Gemälde gibt. Schließlich möchten Laure und Charles nach Indien gehen, wo man ihr eine gute Stellung angeboten hat und er sich schauspielerischen Erfolg in Bollywood erhofft.
Die vier Frauen beschließen, ihren Eltern die Auswanderungspläne nach einem gemeinsamen Essen mitzuteilen. Als Claude beginnt, von ihrer Weltreise zu erzählen, und dabei die Kulturen seiner Schwiegersöhne verhöhnt, kommt es zum Streit zwischen David und Rachid über Israel und die Situation mit Palästina. Marie hingegen ist sehr traurig wegen der Pläne ihrer Töchter. Sie hat sich mittlerweile an die multikulturelle Familie gewöhnt und fürchtet nun, ihre Enkel nicht aufwachsen sehen zu können. Bei einem Gespräch mit ihrem Priester bittet dieser sie, den afghanischen Flüchtling Arash bei sich aufzunehmen. Claude, der mittlerweile im Ruhestand ist, seine Kanzlei übergeben hat und nun ein Buch über einen regionalen Dichter verfassen möchte, hält Arash, der bei ihnen die Tätigkeiten eines Gärtners übernimmt, durch ein Missverständnis für einen Taliban. Als Arash sich bei der Arbeit einen Hexenschuss zuzieht und Ségolène ihm einen Stützgurt kauft, hält Claude diesen für einen Sprengstoffgürtel und schlägt Arash nieder.
Wenig später kommen André, Madeleine und Vivianne aus der Elfenbeinküste zu Besuch und erleben dort die Geburt des Kindes von Laure und Charles.
Marie und Claude haben derweil beschlossen, ihre Schwiegersöhne vom Verbleib in Frankreich zu überzeugen. So organisieren sie ein letztes gemeinsames Wochenende, bei dem sie ihnen einerseits die Schönheit von Chinon und Umgebung aufzeigen und andererseits ihren Schwiegersöhnen Aussichten auf lukrative Jobs geben wollen. So können sie Charles mit der Rolle des Othello in einem Theater, David mit einer billigen Fabrik für seine neue Idee, den „Grillkühler“, und Rachid mit dem aussichtsreichen Fall eines Winzers überzeugen. Als die drei herausfinden, dass Claude und Marie dafür sehr viele Leute bestochen haben, sind sie gerührt von den Bemühungen der beiden. Nur Chao kann mit der Filialleitung einer Provinzbank nicht zum Bleiben bewegt werden. Aus diesem Grund lässt Marie ihn per Photoshop wie einen Tibet-Aktivisten dastehen, wodurch er von China zum Staatsfeind erklärt und ihm sein Visum verweigert wird.
Vivianne möchte einen schwarzen, französischen Katholiken heiraten, was ihren Vater André sehr glücklich macht. Allerdings hat sie ihren Eltern verschwiegen, dass sie lesbisch ist und ihr Bräutigam „Nicolas“ in Wahrheit Nicole heißt. Als sich dies bei einem ersten Treffen herausstellt, bekommt André einen Schwächeanfall, muss im Anschluss von Claude versorgt werden und weigert sich, an der Hochzeit teilzunehmen. Schließlich kann Claude ihn überzeugen, doch noch zur Hochzeit zu kommen, indem er ihm klarmacht, wie schlimm es für seine Tochter wäre, wenn ihr Vater am wichtigsten Tag ihres Lebens nicht dabei wäre.

## Produktion
Im Februar 2017 verriet Philippe de Chauveron, dass er zusammen mit Guy Laurent an einer Fortsetzung zum französischen Erfolgsfilm mit über 12,3 Millionen Kinobesuchern in Frankreich arbeite, bei der der komplette Cast des ersten Teils zurückkehren würde. Die Dreharbeiten erfolgten im Sommer 2018 und dauerten zehn Wochen. Bereits im Februar desselben Jahres fanden viertägige Filmaufnahmen im Loiretal statt, so auch direkt in der Innenstadt von Chinon, dem Schauplatz des Films. Dabei erhielt die Kinoproduktion finanzielle Unterstützung vom Centre-Val de Loire und der dort ansässigen Kulturagentur Ciclic. 
Am 18. Mai 2018 erfolgten mit Ausnahmegenehmigung kostenlose Aufnahmen, unter anderem mit Drohnen, im Garten Dianes de Poitiers des Schlosses Chenonceau. Die Besitzer des Anwesens lehnten Innenaufnahmen ab, um die Besucher des Schlosses nicht zu stören. Eine weitere Voraussetzung sei gewesen, dass das Produktionsteam vor Ort Foto- und Selfie-Anfragen von Touristen wahrnehmen musste. Später erfolgten auch im 30 Kilometer von Chinon entfernten Saumur Filmaufnahmen. Das Gesamtbudget des Films betrug rund 16,96 Millionen Euro.
Philippe de Chauveron äußerte sich über die Fortsetzung, dass, gerade als man den Plan hatte, die Figuren mit neuen Problemen zu konfrontieren, Wahlen in Frankreich stattfanden. Dabei hätten sich viele Leute geäußert, sie würden auswandern, wenn eine bestimmte Partei gewinne, und Bürger mit Migrationshintergrund hätten über Diskriminierung geklagt, wodurch die Inspiration für die zentralen Themen des Films gekommen sei. Ähnlich wie beim ersten Teil habe man die Darsteller wieder in den Entstehungsprozess eingebunden. De Chauveron habe die laut eigener Aussage sehr kreativen und einfallsreichen Schauspieler bestimmte Situationen oder Dialoge selbst kreieren lassen und später entschieden, welche Improvisationen er behalte. Für Christian Clavier hätten die Dreharbeiten zur Fortsetzung so noch mehr Spaß als beim Vorgänger-Film gemacht. Für ihn sei es kein Problem gewesen, erneut in die Figur Claude Verneuil einzutauchen, da de Chauveron sie auf ihn zugeschnitten habe. Das Interessante sei dabei gewesen, eine Person zu verkörpern, die eigentlich allem sehr kritisch gegenüber stehe, nun aber ein positives Bild von Frankreich vermitteln müsse. Chantal Lauby fügte hinzu, die neuen Probleme der Familie seien sehr zeitgemäß, da es in Frankreich immer Konflikte über Freiheit und verschiedene Kulturen gebe. Auch für sie sei es leicht gewesen, wieder in die Rolle Marie Verneuil hineinzukommen, da diese sehr viel Ähnlichkeit mit ihr selbst habe. So sei ihre Figur sehr liebevoll, manchmal etwas ungeschickt und naiv, aber definitiv nicht unterwürfig oder engstirnig. Für sie zähle die Familie mehr als alles andere.
Der französische Trailer wurde am 11. November 2018 veröffentlicht. Ein deutscher Trailer erschien am 22. Februar 2019. Ab dem 1. Januar 2019 wurde der Film in ausgewählten Kinos in Frankreich gezeigt. Der reguläre französische Kinostart erfolgte am 30. Januar 2019. In Deutschland war der Film ab dem 4. April 2019 in den Kinos zu sehen.

## Synchronisation
Die deutsche Synchronisation entstand unter der Dialogregie von Monica Bielenstein nach einem Dialogbuch von Claudia Sander im Auftrag der TaunusFilm Synchron in Berlin. Im Unterschied zum ersten Teil wird Christian Clavier nicht mehr von Michael Pan, sondern von Wolfgang Müller gesprochen. Hintergrund ist ein Gagenstreit Pans mit dem Synchronstudio.
| Rolle                      | Darsteller        | Deutscher Sprecher |
| -------------------------- | ----------------- | ------------------ |
| Claude Verneuil            | Christian Clavier | Wolfgang Müller    |
| Marie Verneuil             | Chantal Lauby     | Marina Krogull     |
| Laure Verneuil             | Élodie Fontan     | Kaya Marie Möller  |
| Charles Koffi              | Noom Diawara      | Julien Haggège     |
| Isabelle Benassem Verneuil | Frédérique Bel    | Magdalena Turba    |
| Rachid Benassem            | Medi Sadoun       | Jan-David Rönfeldt |
| Odile Benichou Verneuil    | Julia Piaton      | Melanie Pukaß      |
| David Benichou             | Ary Abittan       | Jaron Löwenberg    |
| Ségolène Ling Verneuil     | Émilie Caen       | Alexandra Wilcke   |
| Chao Ling                  | Frédéric Chau     | Leonhard Mahlich   |
| André Koffi                | Pascal N’Zonzi    | Uli Krohm          |
| Madeleine Koffi            | Salimata Kamate   | Arianne Borbach    |
| Vivianne Koffi             | Tatiana Rojo      | Julia Kaufmann     |
| Nicole                     | Claudia Tagbo     | Anja Stadlober     |
| Arash                      | Hedi Bouchenafa   | Samir Fuchs        |
| Priester                   | Loïc Legendre     | Christian Gaul     |

## Rezeption
Monsieur Claude 2 erhielt überwiegend sehr gemischte bis negative Kritiken und wird im Konsens als deutlich schwächer als sein Vorgänger angesehen.
Jordan Mintzer vom Hollywood Reporter sieht als größten Kritikpunkt des Filmes die Art, wie er seine Botschaft vermitteln möchte. Im Gegensatz zu seinem Vorgänger schaffe er es, ein paar milde Lacher inmitten einer Flut von Witzen und „Over-the-top“-Darstellungen zu generieren, wodurch er sich wie eine leichte Steigerung anfühle. Auch die Hauptaussage des größtenteils banalen Films, dass Rassismus in allen Bevölkerungsgruppen existiert, jeder aber lernen könne, seine Vorurteile zu überwinden und andere Kulturen zu akzeptieren, greift Mintzer positiv auf. Allerdings sei einer der größten Kritikpunkte des Films die Figur des David. Der jüdische Unternehmer sei nur darauf aus, Geld zu verdienen und dieses für teure Autos oder Kleidung auszugeben, ohne dass er auch aus einem anderen Blickwinkel inszeniert werde.
Die Filmkritikerin Antje Wessels sieht in der Fortsetzung zu Monsieur Claude und seine Töchter die Problematik, dass Philippe de Chauveron und Guy Laurent die Intention, Vorurteile zu beseitigen, verfehlen und stattdessen weitere schüren würden. Dabei sei der größte Fehler, die Weiterentwicklung des Protagonisten Claude Verneuil am Ende des Vorgängers hin zu einem zumindest teilweise toleranten Patrioten vollkommen zu verwerfen und ihn stattdessen erneut als Rassisten zu inszenieren. Dabei sei problematisch, dass keine der Figuren ihm etwas entgegnen oder verbal mit ihm mithalten könne, wenn er laut, derb und wenig aufgeschlossen „regelrechte Sperrfeuer an Vorurteilen“ loslasse. Damit der Film funktioniere, müsse sich der Zuschauer vollkommen auf die Sichtweise von Claude einlassen, wobei man allerdings vergesse, sich von der Figur zu distanzieren und die Ansichten zu hinterfragen. Des Weiteren drehen sich alle Gespräche nur um das Thema Herkunft, was einerseits „ermüdend und ärgerlich zugleich“ sei und andererseits die Dialoge kaum glaubhaft mache. Auch das Ende sei nur so konzipiert, dass man die „Minimalanforderung für Toleranz“ als großes Happy End aufbausche.
Für Carsten Baumgardt von Filmstarts hat Monsieur Claude 2 einige gute Ansätze, scheitert aber an der schlechten Umsetzung, den Wiederholungen des ersten Teils und dem zu konstruierten Szenario. So versuche de Chauveron zwanghaft, allen Figuren einen kleinen Handlungsstrang zu geben, wobei diese weder lustig noch bissig seien und die „ganz bewusst klischeehaften Culture-Clashs“ nur noch erschöpft wirken. Auch die Devise Show, don’t tell nehme sich der Regisseur nicht zu Herzen, indem er Claude von seiner offenbar skurrilen Weltreise nur erzählen lasse, anstatt sie auf der Leinwand zu inszenieren. Dazu versuche er zwanghaft, Kontroversen mit nicht-anstößigen oder -tabuhaften Themen auszulösen, da es neue Konflikte für die Fortsetzung brauche. Diese arbeite de Chauveron allerdings nur im „klassischen Lustspiel“ ab. Positiv wird hingegen der Handlungsstrang hervorgehoben, in dem Claude seine Schwiegersöhne vom Verbleib in Frankreich überzeugen möchte. Dieser sei amüsant, einfallsreich sowie aberwitzig und das Tempo und Timing stimme, wodurch der Film zum „puren Klamauk“ werde. Als Fazit zieht Baumgardt, der Untertitel „Immer für eine Überraschung gut“ entpuppe sich beim Film, der nicht mehr als ein „müder Aufguss ohne Esprit“ sei, als Fehlbeschreibung.
Rüdiger Suchsland von SWR2 äußert zwar große Kritik am Film, findet aber, dass er es zumindest schaffe, die aktuellpolitischen Verhältnisse in Frankreich realistisch abzubilden. Mutig und voller Zivilcourage sei es, nach Charlie Hebdo und dem Bataclan Witze über Terrorismus, Moslems und Burkaträgerinnen zu machen. Allerdings berücksichtige der Film soziale und gesellschaftliche Veränderungen nach diesen Terroranschlägen nur mäßig und führe stattdessen die Geschichte des ersten Teils einfach weiter. So entstehe die Botschaft, dass man an den Traditionen festhalten solle und sich vor Veränderungen schützen müsse. Realistisch werde hingegen der Einfluss der Wirtschaftskrise auf die jüngere Generation und der soziale Wandel, sowohl der Rückgang ländlicher Entwicklung als auch Einflüsse anderer Religionen, inszeniert. Die eigentlichen Eigenschaften einer Komödie, das hohe Tempo und den Humor, vernachlässige de Chauveron im Film hingegen. So verschwinde die Dynamik durch zu viele gleiche Szenarien mit den Schwiegersöhnen und die damit verbundene „gleiche Berücksichtigung aller Gruppen“. Jeder Schwiegersohn verkörpere dabei allerdings nicht ein Individuum, sondern gleich eine ganze ethnische Gruppe, wodurch Vorurteile geschürt würden, allerdings keine echten persönlichen Konflikte entstünden.
Walli Müller von NDR Info steht dem Film im Kontrast zu anderen Kritikern eher positiv gegenüber. Zwar brauche er ein wenig, um in Fahrt zu kommen, werde aber zunehmen launiger und lustiger, als Claude versucht, seine Schwiegersöhne in Frankreich zu halten. Positiv sei hervorzuheben, dass es in Zeiten der „zunehmenden Islam-Feindlichkeit und des wieder aufkeimenden Antisemitismus“ schön sei, wenn alle Religionen und Ethnien brüderlich vereint und mit gegenseitigem Respekt am Tisch sitzen würden. Der Film sei zwar nicht besonders tiefgründig oder sarkastisch, dafür aber amüsant und sympathisch.
In Frankreich konnte der Film rund 6,71 Millionen Zuschauer verzeichnen. In Deutschland verzeichnete der Film am Startwochenende rund 205.000 Besucher, womit er den ersten Platz der Kino-Charts erreichen konnte. Auch am zweiten Wochenende konnte sich der Film in den Top-3 der deutschen Kino-Charts halten und mit 200.000 verkauften Kinotickets den zweiten Platz belegen. In der dritten Woche konnte er mit 95.000 Besuchern noch auf den dritten Platz der deutschen Kino-Charts gelangen. Denselben Platz belegte er eine Woche später mit 117.500 verkauften Eintrittskarten. In Deutschland verzeichnete der Film insgesamt 1.392.292 Kinobesucher, was einen deutlichen Rückgang zu den 3,9 Millionen Besuchern des Vorgängers darstellte. Weltweit konnte der Film 87,8 Millionen US-Dollar einspielen.
Bei der 45. César-Verleihung im Februar 2020 wurde Monsieur Claude 2 für den Publikumspreis nominiert.

## Fortsetzung
Wie im Mai 2019 von Variety vermeldet wurde, werde an einer Fortsetzung zu Monsieur Claude 2 gearbeitet, die erneut die Verneuil-Familie in den Mittelpunkt rückt. Für die Regie und das Drehbuch war abermals Philippe de Chauveron verantwortlich, während Romain Rojtman als Produzent fungierte. Erste Aufführungen von Monsieur Claude und sein großes Fest erfolgten schließlich im Dezember 2021, ehe der Film im April 2022 in die französischen und im Juli 2022 in die deutschen Kinos kam.

## Bühnenfassung
Nachdem bereits der Film Monsieur Claude und seine Töchter den Weg auf die Bühne fand, hat Stefan Zimmermann auch für den Film Monsieur Claude 2 ein Bühnenstück verfasst. Die Uraufführung fand am 29. September 2021 am St. Pauli Theater in Hamburg statt.